# Mariasilvia Spolato
Mariasilvia Spolato, née le 25 juin 1935 à Padoue et morte le 31 octobre 2018 à Bolzano, est une militante italienne des droits LGBT, première femme à déclarer publiquement son homosexualité (en 1972) en Italie ce qui lui a valu d'être régulièrement discriminée, en particulier sur le plan professionnel.

## Biographie
De formation mathématique, elle s'installe à Milan dans les années 1960 pour y enseigner.
En 1971, elle fonde le Fronte di Liberazione Omossesuale (FLO) qui fusionne par la suite avec le Fuori! (Fronte Unitario Omosessuale Rivoluzionario Italiano). En 1972, elle participe à la manifestation du 8 mars à Rome au cours de laquelle elle déclare publiquement son orientation sexuelle via des pancartes. Les photographies de sa participation à l'événement ont été publiées par l'hebdomadaire Panorama et ont provoqué une polémique nationale. Avec Angelo Pezzana, elle fonde le magazine Fuori! en 1971.
Son activisme LGBT a amené le ministère de l'Éducation à l'empêcher d'enseigner. En raison de son orientation sexuelle, elle est également rejetée par sa famille et se retrouve sans emploi et sans ressource. Elle a longtemps été SDF, vivant dans les rues de diverses villes italiennes. Après une grave infection à la jambe, elle est admise dans un hôpital de Bolzano, puis emmené à la maison de repos de Villa Armonia, où elle passe les dernières années de sa vie.

## Œuvres
- (it) Mariasilvia Spolato, I movimenti omosessuali di liberazione, Rome, La nuova Sinistra, 1972
- (it) Mariasilvia Spolato, Gli insiemi e la matematica: Con 120 esercizi 1969/1972, Bologne, Zanichelli, 1970